# Novara Calcio 2005-2006
Questa pagina raccoglie le informazioni riguardanti il Novara Calcio nelle competizioni ufficiali della stagione 2005-2006.

## Divise e sponsor
Lo sponsor tecnico per la stagione 2005-2006 è Look Sport, mentre lo sponsor ufficiale è Banca Popolare di Novara.
| 1ª divisa | 2ª divisa | 3ª divisa |

## Rosa
| N. |                     | Ruolo | Calciatore          |
| -- | ------------------- | ----- | ------------------- |
|    | Italia (bandiera)   | A     | Eros Bagnara        |
|    | Italia (bandiera)   | C     | Federico Bigatti    |
|    | Italia (bandiera)   | C     | Emiliano Bigica (I) |
|    | Italia (bandiera)   | D     | Arnaldo Bonfanti    |
|    | Italia (bandiera)   | C     | Edoardo Braiati     |
|    | Italia (bandiera)   | C     | Massimiliano Brizzi |
|    | Italia (bandiera)   | D     | Sandro Ciuffetelli  |
|    | Svizzera (bandiera) | D     | Gerardo Clemente    |
|    | Italia (bandiera)   | D     | Francesco Colombini |
|    | Italia (bandiera)   | D     | Francesco Cosenza   |
|    | Italia (bandiera)   | C     | Andrea Cristiano    |
|    | Italia (bandiera)   | P     | Domenico Doardo     |
|    | Italia (bandiera)   | A     | Firmino Elia        |
|    | Italia (bandiera)   | P     | Francesco Franzese  |
|    | Italia (bandiera)   | C     | Nicola Iannotti     |

| N. |                    | Ruolo | Calciatore             |
| -- | ------------------ | ----- | ---------------------- |
|    | Italia (bandiera)  | C     | Matteo Leto Colombo    |
|    | Bolivia (bandiera) | C     | Luis Liendo            |
|    | Italia (bandiera)  | D     | Fabio Lorenzini        |
|    | Italia (bandiera)  | A     | Daniele Martinetti     |
|    | Italia (bandiera)  | C     | Luca Matteassi         |
|    | Italia (bandiera)  | P     | Davide Micillo         |
|    | Italia (bandiera)  | D     | Paolo Morganti         |
|    | Cuba (bandiera)    | C     | Randy Morgado Martinez |
|    | Italia (bandiera)  | D     | Rudy Nicoletto         |
|    | Italia (bandiera)  | A     | Massimiliano Palombo   |
|    | Italia (bandiera)  | C     | Giordano Pellegrino    |
|    | Italia (bandiera)  | C     | Filippo Porcari        |
|    | Italia (bandiera)  | P     | Luca Redaelli          |
|    | Italia (bandiera)  | A     | Raffaele Rubino        |
|    | Italia (bandiera)  | D     | Federico Zaccanti      |

## Risultati

### Campionato

#### Girone di andata
| 27 agosto 2005 1ª giornata | Sambenedettese | 2 – 1 | Novara |  |

| 4 settembre 2005 2ª giornata | Novara | 1 – 0 | Cittadella |  |

| 10 settembre 2005 3ª giornata | Salernitana | 1 – 2 | Novara |  |

| 18 settembre 2005 4ª giornata | Novara | 1 – 1 | Pizzighettone |  |

| 23 settembre 2005 5ª giornata | Novara | 1 – 1 | Genoa |  |

| 2 ottobre 2005 6ª giornata | Padova | 3 – 1 | Novara |  |

| 8 ottobre 2005 7ª giornata | Novara | 1 – 1 | Lumezzane |  |

| 16 ottobre 2005 8ª giornata | Monza | 0 – 0 | Novara |  |

| 22 ottobre 2005 9ª giornata | Novara | 1 – 2 | Pavia |  |

| 4 novembre 2005 10ª giornata | Teramo | 3 – 1 | Novara |  |

| 11 novembre 2005 11ª giornata | Spezia | 0 – 0 | Novara |  |

| 18 novembre 2005 12ª giornata | Novara | 0 – 1 | Pro Sesto |  |

| 27 novembre 2005 13ª giornata | Pro Patria | 1 – 1 | Novara |  |

| 4 dicembre 2005 14ª giornata | Novara | 3 – 0 | Giulianova |  |

| 10 dicembre 2005 15ª giornata | Fermana | 2 – 4 | Novara |  |

| 18 dicembre 2005 16ª giornata | Novara | 0 – 1 | Ravenna |  |

| 21 dicembre 2005 17ª giornata | San Marino | 0 – 1 | Novara |  |

#### Girone di ritorno
| 8 gennaio 2006 18ª giornata | Novara | 2 – 2 | Sambenedettese |  |

| 14 gennaio 2006 19ª giornata | Cittadella | 0 – 1 | Novara |  |

| 20 gennaio 2006 20ª giornata | Novara | 1 – 1 | Salernitana |  |

| 29 gennaio 2006 21ª giornata | Pizzighettone | 1 – 2 | Novara |  |

| 5 febbraio 2006 22ª giornata | Genoa | 1 – 1 | Novara |  |

| 18 febbraio 2006 23ª giornata | Novara | 0 – 1 | Padova |  |

| 26 febbraio 2006 24ª giornata | Lumezzane | 1 – 1 | Novara |  |

| 3 marzo 2006 25ª giornata | Novara | 1 – 1 | Monza |  |

| 10 marzo 2006 26ª giornata | Pavia | 1 – 0 | Novara |  |

| 18 marzo 2006 27ª giornata | Novara | 2 – 0 | Teramo |  |

| 26 marzo 2006 28ª giornata | Novara | 2 – 1 | Spezia |  |

| 1 aprile 2006 29ª giornata | Pro Sesto | 0 – 2 | Novara |  |

| 9 aprile 2006 30ª giornata | Novara | 1 – 0 | Pro Patria |  |

| 13 aprile 2006 31ª giornata | Giulianova | 2 – 0 | Novara |  |

| 23 aprile 2006 32ª giornata | Novara | 2 – 1 | Fermana |  |

| 1 maggio 2006 33ª giornata | Ravenna | 1 – 0 | Novara |  |

| 7 maggio 2006 34ª giornata | Novara | 3 – 3 | San Marino |  |